# Afonso de Albuquerque
Afonso de Albuquerque (Afonso d'Albuquerque eller Alfonso de Albuquerque) (født 1453 i Alhandra nær Lissabon i Portugal, død 16.  december 1515 på havet og begravet i Goa i Indien)  var en fremstående portugisisk søfarer, opdagelsesrejsende og admiral, af stor betydning for de portugisiske interesser i Indien.
Albuquerque var ved illegitime kærlighedsforbindelser knyttet til det portugisiske hof under Afonso V, hvor han også selv voksede op. Efter at have tjent det kongelige, bl.a. i Afrika, begav han sig først i 1503 mod Østindien. Ekspeditionen rundede Kap Det Gode Håb uden tab, og vel fremme i Indien opbyggede de et godt forhold til den lokale rajah og fik således tilladelse til at bygge et  portugisisk fort i Cochin.
Den første ekspedition til Indien vendte tilbage i 1504, og resultaterne af denne rejse gav Albuquerque tilgang til større resurser til hans anden ekspedition. Den indledte han i 1506 sammen med Tristan da Cunha.  Ekspeditionen gik til angreb på arabiske kolonier i Østafrika. Derefter skiltes Albuquerque og da Cunha fra hinanden. Albuquerque sejlede så mod Ormus i en Persiske Bugt, hvor han gik i land før han fortsatte mod Malabarkysten i Indien. Hvor han ankom sent i 1508.
Da Albuquerque på kongelig foranledning skulle afløse Francisco de Almeida, stødte han på problemer, da Almeida nægtede at lade sig afløse og derfor smed  Albuquerque i fængsel, hvor han blev i tre måneder inden han fik hjælp fra hjemlandet.
Albuquerque indledte dernæst sine militære ekspeditioner til lands i Indien med et mislykket angreb på Calicut i januar 1510. Derefter fortsatte han nordover og angreb Goa, som han erobrede. 
Derefter vendte Albuquerque sin interesse mod Melaka-sultanatet, som blev erobret af portugiserne den 24. august 1511 efter hårde kampe. I 1512 satte Albuquerque igen kursen mod Malabarkysten, men undervejs blev hans flåde ramt af uvejr: Hele krigsbyttet fra Melaka gik tabt, og Albuquerques flagskib havarerede.
På ordre fra Portugal skulle Albuquerque herefter begive sig til Aden, som portugiserne belejrede i 1513. Han begav sig i denne sammenhæng som første europæer ind i det Røde Hav fra øst. Inden han for sidste gang vendte tilbage til Indien erobrede han Ormus i 1515, og gjorde det til et lydrige. 
Lige før ankomsten til Goa modtog Albuquerque meldingen om, at han skulle afløses som øverstkommanderende i Indien af Lopo Soares de Albergaria, hans værste personlige fjende. Men før magtoverdragelsen fandt sted, døde han.